# خوان كاستيخون
خوان كاستيخون (بالإسبانية: Joan Castejón)‏ (إلتشي، 17 ديسمبر 1945) هو رسام، ونحات ونقاش إسباني، يعتبر من أهم ممثلي الواقعية الاجتماعية إبان تجديد الفنون التشكيلية بمدينة فلنسية فترة ما بعد الحرب. هوأيضا عضو مجموعة إلتشي.
عرضت أعماله في بعض من أهم المتاحف في إسبانيا، من بينها، معهد فالنسيا للفن الحديث، متحف جامعة اليكانتي.
، مجموعة مارتينز جريكبيتا Martínez Guerricabeitia من جامعة فالنسيا. جامعة ميغيل هيرنانديز Miguel Hernandez ، مؤسسة بانكاخا، مركز كارمن بفالنسيا، غرف سوق السمك في اليكانتي، أو متحف الفن المعاصر بإلتشي.

## سيرة

### بدايات
انتقل إلى فالنسيا في السادسة عشرة من عمره، حيث تلقى تدريبا في دائرة الفنون الجميلة وأكاديمية سان كارلوس. يمكن وصف هذه اللحظة الأولى من حياته (1964-1967) بالفن التشخيصي الجديد.

### الاعتقال
تم توقيف مسيرته الفنية بسبب اعتقاله لمشاركته (المفترضة) في مظاهرات ماي 1967. بعد خروجه لمساندة صديق كان يتعرض للضرب ومهاجمة شرطي بزي مدني، حكم على كاستيخون بست سنوات نافدة. ظل رهن الاعتقال إلى منتصف 1969. في نفس السنة، التحق بمجموعة إلتشي في مرحلتها الثانية وشارك في معارضها إلى سنة 1971, مما تسبب في سجنه واعتقاله مدة سبعة إشهر سنة 1971, وذلك بجزر الكاناري.

### دينيا
تزوج كاستيخون بباكا جالفان في جزر الكاناريا وفي عام 1973 عاد إلى فالنسيا حيث إنضم لفترة وجيزة للمشهد الفني المحلي، ولكنه بعد سنة واستقر بشكل دائم في دينيا.
في عام 1999 تم تإعتبار كاستيخون اعتمد ابنا متبنى لمدينة دينيا.

## لوحة
من الجوانب التي تبرز في أعمال جوان كاستيخون هو تمكنه من الرسم. نبوغ يضهر أيضا في لوحاته، نبوغ دفع خوسيه مانويل كاباييرو بونالد أن يكتب؛ "يرسم ككلاسيكي ويتأمل كنبي" 12. كتب المؤلف والمؤرخ الرسمي لأليكانتي، إنريكي سيردان تاتو، معلقا على أعمال كاستيخون في البلد "El País": "... أراد أن يعبر عن الكون في أحشاء الإنسان التي اكتشفت بالعنف، تحت ملصق شارع ما وبمؤقت أوميغا: قصة أعطت ساعة، والحشد العاجز تفرق في انفجار قوي من الخطوط والشظايا، من الأحجام، والوحشية والأقنعة 13.
بعد خروجه من السجن، رسم سلسلة من مائة عمل مستوحاة من أعمال غابرييل غارسيا ماركيز «مائة عام من العزلة»، هذه السلسلة تعرض في فالنسيا وبرشلونة. تعليقا على هذا الكتالوج، كتب [[ماريو فارغاس يوسا : «و لهذا, من أكثر الجوانب المثيرة للاهتمام في هذه المجموعة من اللوحات لكاستيخون يظهر أن الرسم، دون التخلي عن أهدافهه أو عن حداثته، ييمكنه أن يتخذ الأدب كنقطة انطلاق. مثل المرأة، الحلم الجريمة أو رواية يمكن أن تكون للفنان منبع الإبداع...»14
بالنسبة لآرثر بالدر، فيما يتعلق بعمل كاستيخون «شرط لا غنى عنه في عمل فني متكامل، بقاعدة تمثيلية سواء بصرية كانت، الأدبية أو الموسيقية هو قدرتها على الخلود. بمعنى قدرتها على الصمود أمام اختبار الزمن وعلى النمو بدل تحمل تقلبات الموضة والدخول في ضي النسيان مع مرور السنين حيث لا تقدر إلا في مضمونها التاريخي الضيق. ولكن كاستيخون، قريب من البطولة المطلقة في تمثيله للإنسانية، يمكن نعته بصفته كفنان، بهذه المثل، كما وصفه خوان جيل ألبرت]] - هذا النور الوامض في أعماق العمالقة، يجبرني على أن أحبس أنفاسي وأتأمل.»15

## الأعمال المختارة
- الأمومة الرمادية 1969
- كانو أكثر من ثلاثة آلاف 1973
- عملية الهضم 1978
- تحول غير واقعي للنسر 1980
- اليوم 1984
- لسالفادور إسبيريو1989
- طبيعة ذهبية 1993
- القفزة 2002
- حصان الليل
- الحرب 2009

## علم المتاحف
«الحرب، صياد ماكر» تكريم ل ميغيل هيرنانديز، لوحة بالشمع 140 × 100 سم.
توجد أكبر مجموعة من أعمال كاستيخون العامة في متحف الفن المعاصر في إلتشي، بينما أكبر مجموعة خاصة كانت [[لمؤسسة لوكاس Lecasse, بألكوي والتي تحتوي على مئتي لوحة تقريبا مقتناة من قبل رجل الأعمال يونيل غراو خلال الثمانينات والتسعينات. تم تقسيم هذه المجموعة حاليا بين الورثة. مجموعة اللوحات المخصصة لدون كيشوت تنتمي إلى IVAM]]. بينما جزء آخر مهم تحتفظ به مؤسسة بانكاخا، فالنسيا.

## روابط خارجية
- خوان كاستيخون على موقع IMDb (الإنجليزية)